# Walk Away (Funeral for a Friend)
Walk Away è un singolo del gruppo musicale britannico Funeral for a Friend, pubblicato il 16 luglio 2007 come secondo estratto dall'album Tales Don't Tell Themselves.

## Descrizione
Il brano nasce dal batterista Ryan Richards, che lo scrive quasi per intero su tastiera, pur non rimanendone convinto. Una volta che poi le parti di tastiera vengono sostituite con quelle di chitarra però anche Ryan si convince della bontà della canzone. Nel testo, Eleanor (la moglie del pescatore disperso protagonista del concept dell'album) cerca di convincersi che suo marito non tornerà mai più a casa, e che dovrebbe quindi cercare di costruirsi una nuova vita, sia per il suo bene che per quello di sua figlia Isabelle.
La copertina del singolo raffigura la donna protagonista del video di profilo seduta su una finestra che dà sul mare, con il cielo oscurato dalle nubi presagio di tempesta.
Walk Away è l'ultimo singolo pubblicato dal gruppo con una major, abbandoneranno infatti la Atlantic Records alla fine dell'anno. Il singolo ha raggiunto la 40ª posizione nella Official Singles Chart, in cui è rimasto per un'unica settimana. La canzone è presente nella raccolta Your History Is Mine: 2002-2009 (2009).

## Videoclip
Il video, pubblicato il 12 giugno 2007 sul canale di YouTube  del gruppo, è correlato al concetto di Tales Don't Tell Themselves, che narra la storia di un marinaio disperso in un naufragio. Anche in questo caso abbiamo un marinaio la cui nave è dispersa per una tempesta, anche se il video è focalizzato sulla moglie e la figlia che lo aspettano a casa, sempre più in preda alla disperazione ed ai ricordi del tempo trascorso in famiglia col marinaio. Alle scene della storia sono alternate inquadrature di Matt Davies che canta su un divano in una stanza buia, anch'egli mimando spesso espressioni di dolore.

## Tracce
CD
1. Walk Away – 3:48
2. In a Manner of Sleep (Home demo) – 4:31

Durata totale: 8:19
7" trasparente
1. Walk Away – 3:48
2. Into Oblivion (Reunion) (Haunts remix)

Durata totale: 3:48
7" picture
1. Walk Away – 3:48
2. Africa (Home demo) – 3:30

Durata totale: 7:18
Download digitale
1. Walk Away – 3:48
2. In a Manner of Sleep (Home demo) – 4:31
3. Africa (Home demo) – 3:30

Durata totale: 11:49

## Crediti

### Gruppo
- Matthew Davies-Kreye - voce
- Kris Coombs-Roberts - chitarra
- Darran Smith - chitarra
- Ryan Richards - batteria
- Gareth Davies - basso

### Turnisti
- Luis Jardim - tamburello e shaker

### Personale tecnico
- Gil Norton - produzione